# دافيد لوبيث ثوبيرو
دافيد لوبيز زوبيرو بورسيل (بالإسبانية: David López-Zubero Purcel، ولد في 11 فبراير 1959، جاكسونفيل، فلوريدا، الولايات المتحدة) سبّاح إسباني. هو شقيق السبّاح الإسباني مارتين لوبيز زوبيرو.
حصل على الميدالية البرونزية في دورة الألعاب الأولمبية الصيفية عام 1980 في موسكو، كما حاز على الميدالية الفضية في بطولة أوروبا للسباحة عام 1983.

## إنجازاته

### الألعاب الأولمبية الصيفية
- 1980 موسكو  روسيا:  ميدالية برونزية في سباق 100 متر فراشة.

### بطولة أوروبا للسباحة
- 1983 روما  إيطاليا:  ميدالية فضية في سباق 100 متر فراشة.